# Grampian (Pensilvania)
Grampian es un borough ubicado en el condado de Clearfield en el estado estadounidense de Pensilvania. En el año 2000 tenía una población de 444 habitantes y una densidad poblacional de 567 personas por km².

## Geografía
Grampian se encuentra ubicado en las coordenadas 40°57′55″N 78°36′41″O / 40.96528, -78.61139.

## Demografía
Según la Oficina del Censo en 2000 los ingresos medios por hogar en la localidad eran de $29,271 y los ingresos medios por familia eran $34,219. Los hombres tenían unos ingresos medios de $26,528 frente a los $20,179 para las mujeres. La renta per cápita para la localidad era de $12,127. Alrededor del 8.4% de la población estaba por debajo del umbral de pobreza.